# Leonardo Canal
Leonardo Nepomuceno Canal González (Pamplona, 6 de noviembre de 1822-Bogotá, 5 de mayo de 1894) fue un militar y político colombiano.

## Biografía
Sus estudios de educación primaria los realizó en su población natal. Luego, en Bogotá realizó estudios de jurisprudencia en el Colegio Mayor de Nuestra Señora del Rosario, institución de la cual fue vicerrector. En 1842, obtuvo el doctorado en jurisprudencia, aunque ejercería el periodismo colaborando con el periódico El Mercurio de Lima, Perú.
Canal se casó con Ana María García Briceño, en Pamplona, el día 30 de abril de 1849, de quien enviudó en 1869. Contrajo matrimonio al año siguiente, por segunda vez, con María Josefa García Briceño, quien hasta entonces era su cuñada. 
De estas uniones, tuvo, en total, trece hijos.

### Trayectoria político-militar

#### Confederación Granadina
Como otros abogados y políticos en época de guerras civiles, Canal se vinculó al Ejército nacional y fue nombrado por el entonces presidente Mariano Ospina Rodríguez como gobernador de Santander. Durante la guerra civil colombiana de 1860-1862, defendió al gobierno desde Santander, atacando a Tunja, donde salió derrotado por el gobernador y general liberal Santos Gutiérrez. Esta pérdida llevó la guerra hasta Santander.
En 1 de abril de 1861 asumió el poder ejecutivo el procurador Bartolomé Calvo, quien designó a Canal como ministro de gobierno y de guerra. Cuando Calvo cayó en poder de las tropas del general Tomás Cipriano de Mosquera, el 18 de julio de 1861, Canal se declaró en ejercicio de la presidencia en el actual municipio de La Unión en Nariño. 
El 26 de julio declaró a San Juan de Pasto como capital política de la República. Al haber un impedimento constitucional de dirigir el Ejército y el Gobierno a la vez, Canal encargó la presidencia al secretario Manuel Del Río De Narváez, el 6 de noviembre de 1862. Las tropas de Canal capitularon el 30 de diciembre de ese año y el 16 de enero dejaron ratificados los acuerdos de paz con el gobierno rebelde del general Mosquera, teniendo que asilarse en Perú.

### Estados Unidos de Colombia
Estados Unidos de Colombia sucedió a la Confederación Granadina en 1861 —acción que fue confirmada con la constitución de 1863— dotando al país de un sistema político federalista y liberal. En este periodo Canal fue una de las cabezas visibles de la revolución conservadora de 1876 durante el gobierno del presidente Aquileo Parra.
El 18 de agosto de 1883, el entonces presidente de Venezuela, Antonio Guzmán Blanco creó por decreto el Territorio Federal Armisticio expropiando partes de los actuales estados Táchira, Barinas y Apure. Estas expropiaciones se debieron al contrato que celebró el gobierno de entonces con Canal González para colonizar y explotar los bosques y minas de dicha entidad territorial, así como plantar quina y viñedos.
En 1885 Canal comandó las filas del ejército de reserva.

### Últimos años y muerte
El presidente Jorge Marcelo Holguín nombró ministro de fomento a Canal en 1890. Canal murió el 5 de mayo de 1894 a la edad de 71 años, siendo sepultado en el cementerio central de Bogotá, ciudad donde falleció.

## Familia
Sus padres eran José Luis Canal Jácome y Josefa Gavina González y Rodríguez Terán y era el menor de cuatro hijos; sus hermanos eran Josué, Florentino y Ezequiel Canal González.
Su hermano Josué era el abuelo de Amparo Canal Sandoval, la segunda esposa del expresidente de Colombia, Julio César Turbay. Además, una de las hijas de Amparo, su homónima, se casó con el hijo de su futuro marido, Julio César Turbay Quintero, hijo de Turbay con su primera esposa, Nydia Quintero Turbay.

### Matrimonio y descendencia
En primeras nupcias, Leonardo se casó con Ana María García Briceño, en Pamplona, el 30 de abril de 1849. Su esposa era pariente del oficial venezolano Pedro Briceño Méndez, socio y amigo del expresidente Simón Bolívar (casado con su sobrina Beninga Palacios), quien además era concuñado del expresidente Francisco de Paula Santander. De esta unión, Leonardo tuvo a Miguel Jerónimo, Eliseo I, Luis María, José Antonio, Mercedes, Eliseo II, Adolfo, María y Escipión Canal García.
En segundas nupcias, Leonardo se casó con su cuñada, María Josefa García en 1870. Con María Josefa, Leonardo tuvo a Alejandro, Juan Bautista, Ana Lucía y Laurentino Canal García.  Ana Lucía se casó con un descendiente de la familia Briceño de Venezuela, y al mismo tiempo, con un bisnieto del exministro José Félix de Restrepo y de Tomasa Sarasti, sobre de Pedro Agustín de Valencia. De el matrimonio Restrepo Canal proviene el historiador Carlos Restrepo, cuya cuñada era hija del exalcalde de Bogotá, Manuel María Mallarino Isaacs.
Su tataranieta Beatriz Canal García, descendiente de su hijo Miguel Jerónimo Canal, se casó con Jorge Barco Vargas, uno de los hermanos del expresidente Virgilio Barco.